# نيكي فلوريس
نيكي فلوريس (بالإنجليزية: Nikki Flores)‏ هي مغنية وعازفة بيانو ومغنية مؤلفة أمريكية، ولدت في 17 أكتوبر 1988.

## وصلات خارجية
- الموقع الرسمي
- نيكي فلوريس على موقع IMDb (الإنجليزية)
- نيكي فلوريس على موقع ميوزك برينز (الإنجليزية)
- نيكي فلوريس على موقع ديسكوغز (الإنجليزية)
- نيكي فلوريس على موقع قاعدة بيانات الفيلم (الإنجليزية)